# 1999 VM35
1999 VM35 är en asteroid i huvudbältet som upptäcktes den 3 november 1999 av LINEAR i Socorro County, New Mexico.
Asteroiden har en diameter på ungefär 13 kilometer.